# Valeriana costata
Valeriana costata är en kaprifolväxtart som beskrevs av Schmale. Valeriana costata ingår i släktet vänderötter, och familjen kaprifolväxter. Inga underarter finns listade i Catalogue of Life.